# Medelpads tingsrätt
Medelpads tingsrätt var en tingsrätt i Sverige med kansli i Sundsvall. Tingsrättens domsagan omfattade kommunerna Njurunda, Matfors, Indals-Lidens, Stöde, Timrå och Ånge i Medelpad. Tingsrätten och dess domsaga ingick i domkretsen för Hovrätten för Nedre Norrland.

## Administrativ historik
Vid tingsrättsreformen 1971 bildades denna tingsrätt i Sundsvall ur häradsrätten för Medelpads domsagas tingslag. Tingsrättens domsaga omfattade kommunerna Njurunda, Matfors, Indals-Lidens, Stöde, Timrå och Ånge. Redan 1972 upphörde Medelpads tingsrätt och uppgick i Sundsvalls tingsrätt och dess domsaga uppgick följaktligen i Sundsvalls domsaga.

## Lagmän
- Nils Gustaf Fröding som var häradshövding i Medelpads domsaga var utsedd att vara lagman, men han dog 29 december 1970, innan han hann tillträda lagmanskapet